# Kostel svaté Anny (Vižňov)
Kostel svaté Anny ve Vižňově v okrese Náchod byl postaven v letech 1724–1728 na objednávku opata broumovského kláštera Otmara Daniela Zinkeho OSB podle architektonického návrhu Kiliána Ignáce Dientzenhofera. Vižňovský kostel se řadí do tzv. broumovské skupiny kostelů. Kostel je od 1. července 2022 chráněn jako národní kulturní památka.

## Popis
Neorientovaná, k západu obrácená barokní stavba z lomového kamene, stojí na hřbitově ve svahu nad obcí. Vnějšek stavby je členěn vodorovnými pásy nad trnoží z tesaných kamenů a pod korunní římsou barokního profilu a svislými meziokenními pásy. Vzniklá pole jsou omítána vrhanou omítkou. K eliptické lodi, na podélných stranách mírně konkávně prolomených, přiléhají na kratších stranách přístavky s otupenými rohy, kryjící na západní straně malé kněžiště a na východní kruchtu. V podélné ose kostela je za kněžištěm připojena nízká sakristie, na východní straně je přistavěna hranolová věž.
Kryt na zajímavé valbové střeše, jevící se jako soustava zborcených ploch, byl původně šindelový, na začátku 20. stol. nahrazen břidlicí, ke konci 20. stol. pak plechovými šablonami.

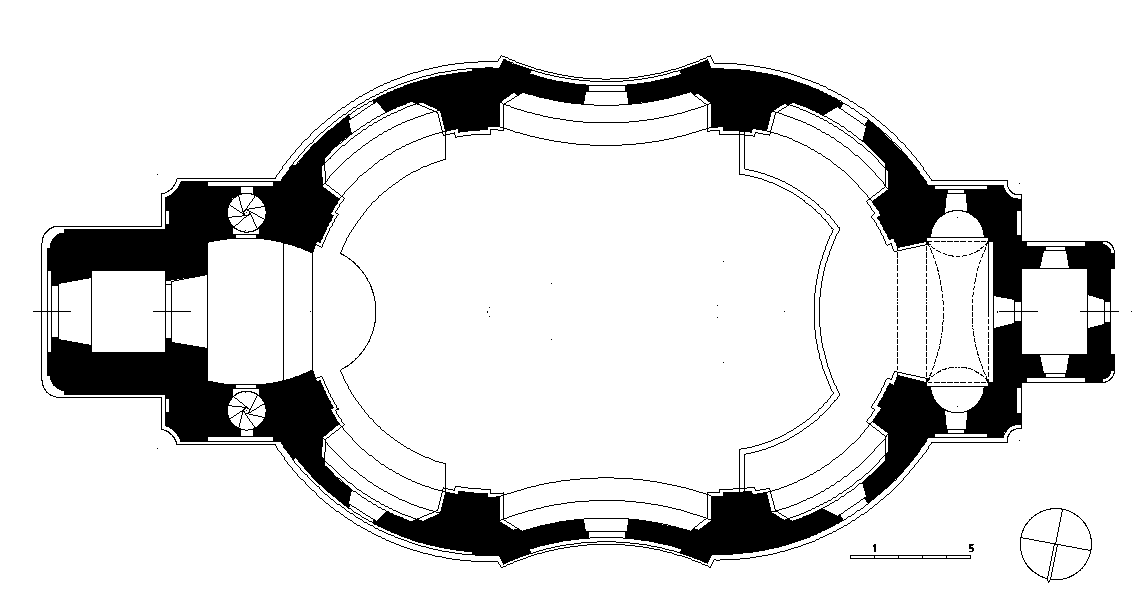
Půdorys kostela

Vchody do kostela jsou dva. Hlavní s dvojkřídlými dveřmi, 1,80 × 3,00 m, na východní straně věže. Oba v kamenném, profilovaném ostění. Nad vchodem mramorová deska s nápisem DEI GENITRICIS MATRI S. ANNÆ EREXIT 1727 O.A.B.
Okna, vesměs segmentová, v lodi tři páry, v kněžišti v čele a ve věži nad kruchtou po jednom. Další menší okna jsou po jednom po stranách kněžiště, tři v sakristii. Ve zvonovém patře věže jsou čtyři velká okna završená půlkruhem, krytá žaluzií.
Loď široká 15 m, dlouhá 24 m, řešená jako eliptický sál na osmi pilířích, v jejichž středech je po půldruhém toskánském pilastru. Nad nimi zalamovaný dvojdílný architráv, hladký vlys a podstropní římsa se zubořezem. Mezi pilíři jsou pětistranné mělké výklenky.
Strop lodi je trámový, rovný, na vysokých nábězích.
Vítězný oblouk silný 1 m, v rozpětí 5 m, vroubený v oblouku archivoltou.
Kněžiště 3 × 6 m, zaklenuté českou plackou. V bocích půlkruhové výklenky sklenuté konchou. V kněžišti na klenbě původní malba „Bůh Otec v oblacích“
Kruchta vyčnívá pavlánovitě do lodi, k ní připojeno na každé straně jedno pole jako empory.
Výprava v současnosti chudá, původně barokní, v průběhu let doplňovaná (a pak, neznámo kdy, vesměs odstraněna).
Hlavní oltář na volně stojící menze. Obraz sv. Anna učí Marii od K. Schüllera z Vídně z roku 1889.
Kazatelna pavlánová, dřevěná, se zlacenými korintskými sloupky s podélně rýhovanými dříky na rozích a velkými květy slunečnice v ornamentálním rámování na stranách poprsníku. Na stříšce socha kajícího se Krista. Dobré dílo v empírovém slohu z rozhraní 18. a 19. století.
V současnosti[kdy?] je kostel ve velmi špatném stavu. Do kostela zatéká, ze stropu v místech pravého bočního oltáře jsou odpadlé asi 2 m² omítky, na dlažbě kostela před kněžištěm vrstva zeleného mechu, odpadlá omítka nad varhanami atd. Bohoslužby se v kostele nekonají.

### Varhany
Varhany kostela pocházejí z roku 1899 a jsou od varhanáře Paula Noskeho z Broumova. Mají dva manuály, mechanickou trakturu s kuželkovou vzdušnicí. Vhánění vzduchu je stále řešeno šlapáním měchu. Nástroj je ale v současné době nefunkční. Dispozice varhan je následující:
| I. manuál C–f3 |            |     |
| 1.             | Bordun     | 16′ |
| 2.             | Principal  | 8′  |
| 3.             | Hohlflöte  | 8′  |
| 4.             | Gamba      | 8′  |
| 5.             | Octave     | 4′  |
| 6.             | Octave     | 2′  |
| 7.             | Mixtura 3x |     |

| II. manuál C–f3 |               |    |
| 8.              | Bordunalflöte | 8′ |
| 9.              | Salicional    | 8′ |
| 10.             | Flöte         | 4′ |

| Pedál C–d1 |              |     |
| 11.        | Subbas       | 16′ |
| 12.        | Principalbas | 8′  |

Stroj také obsahuje manuálovou a pedálovou spojku.

## Galerie

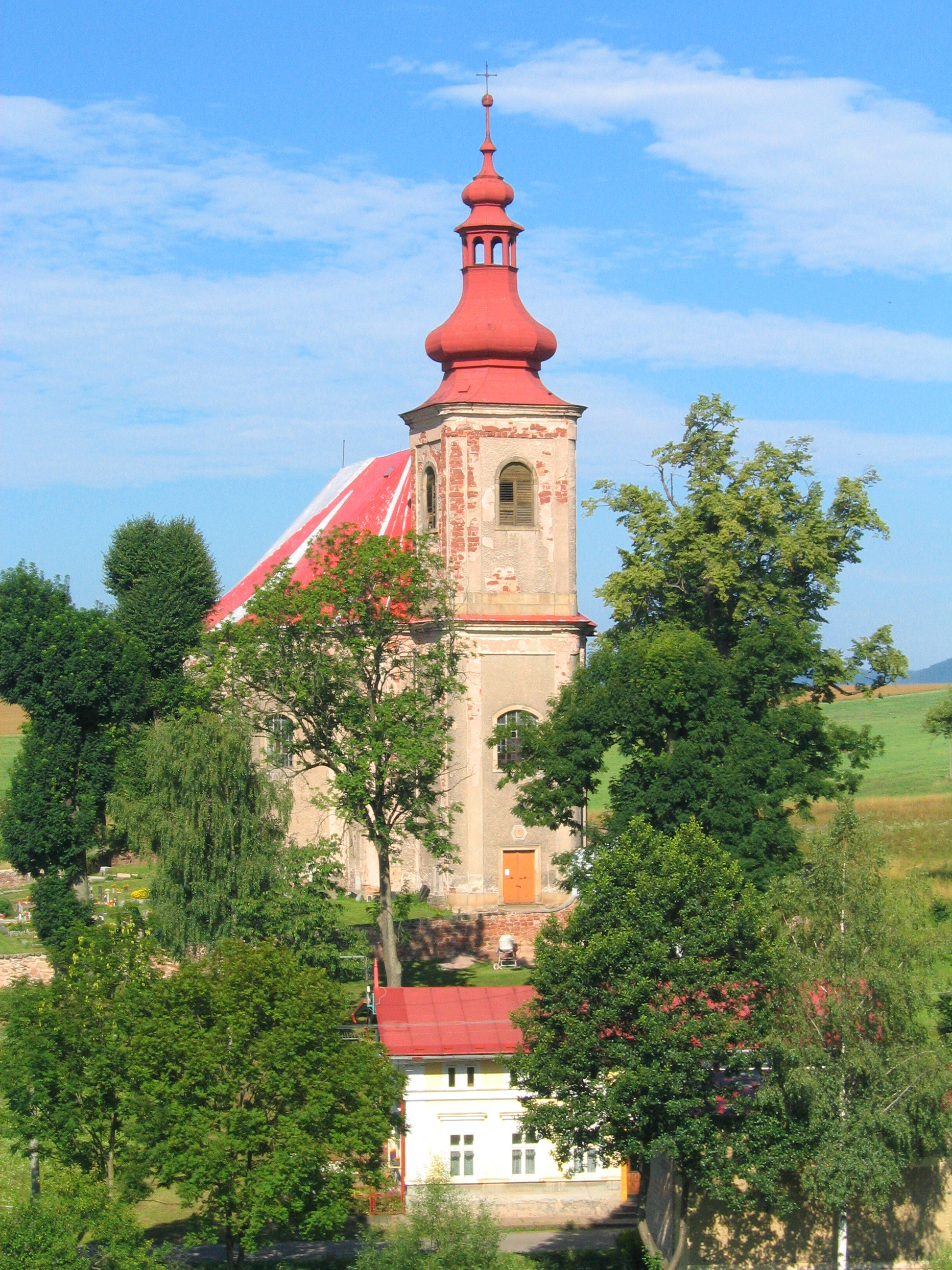
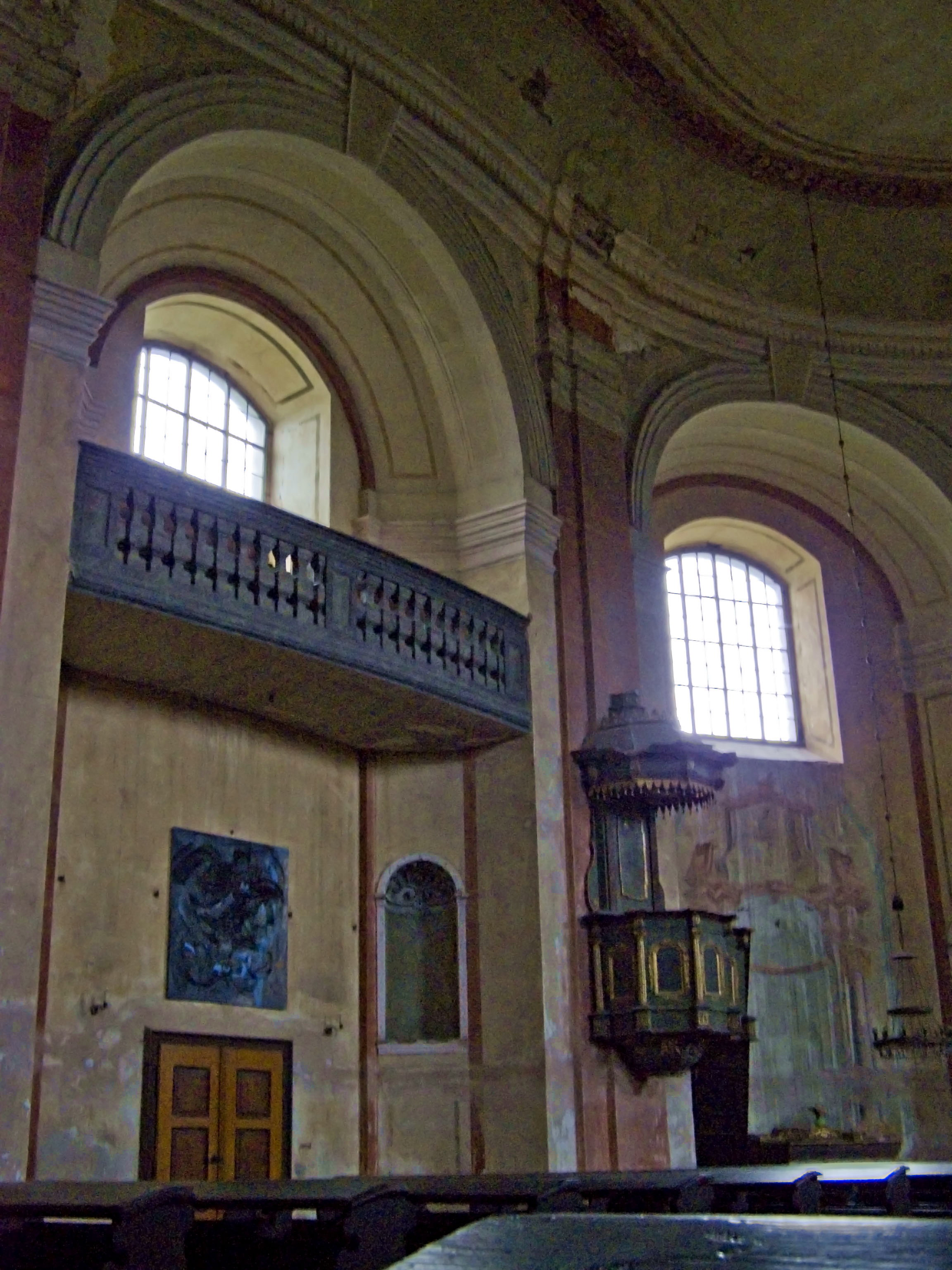
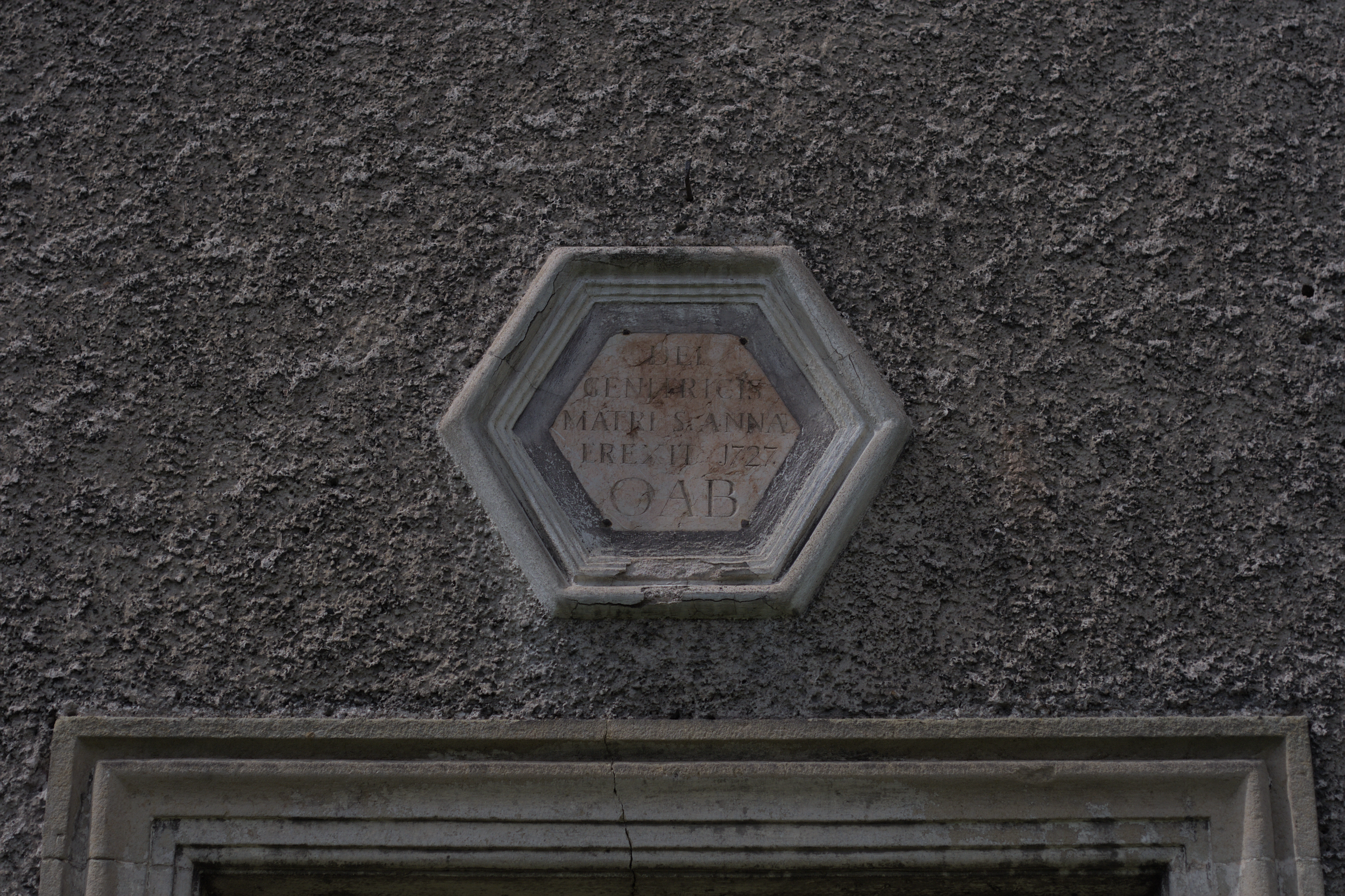
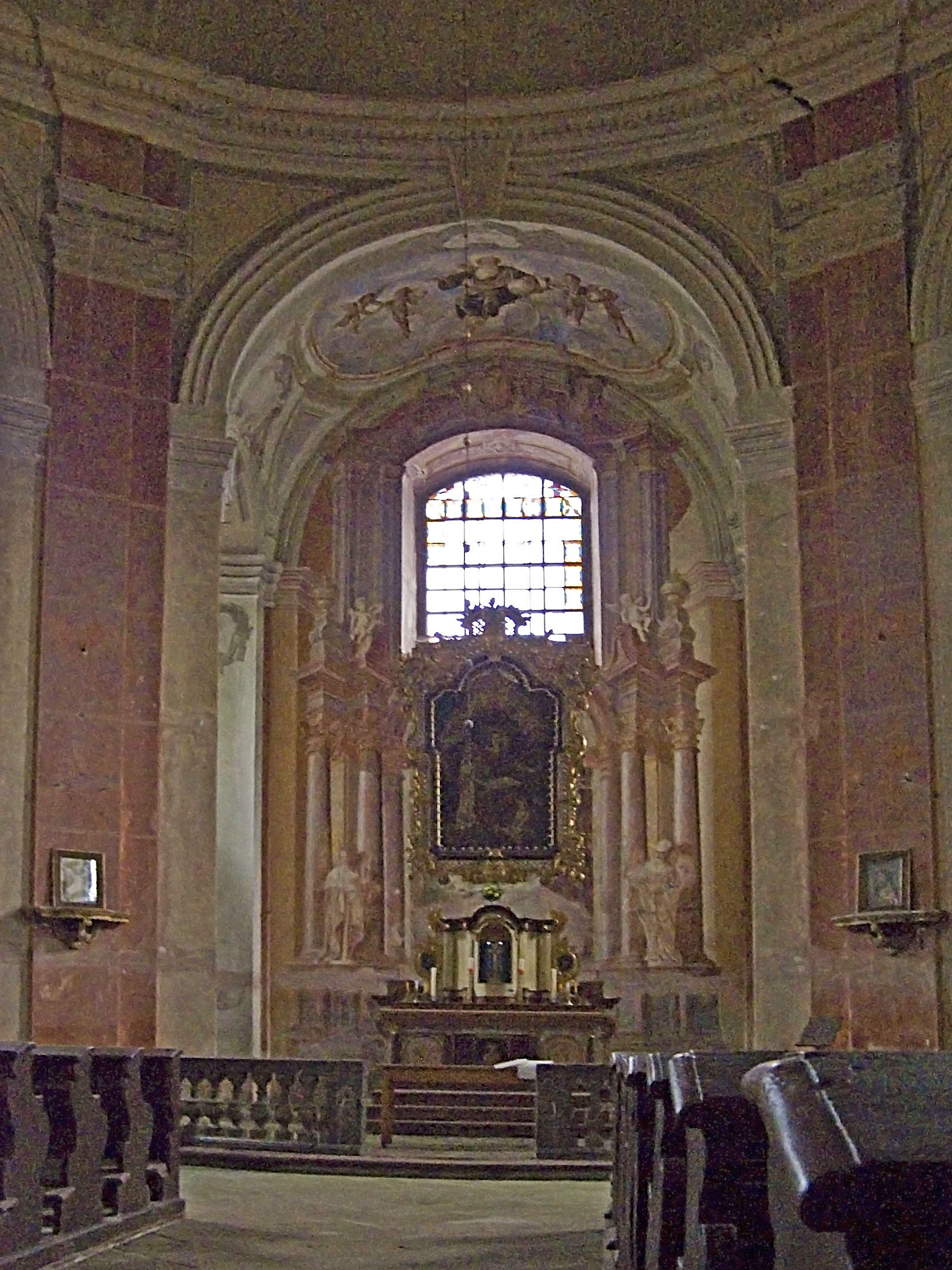
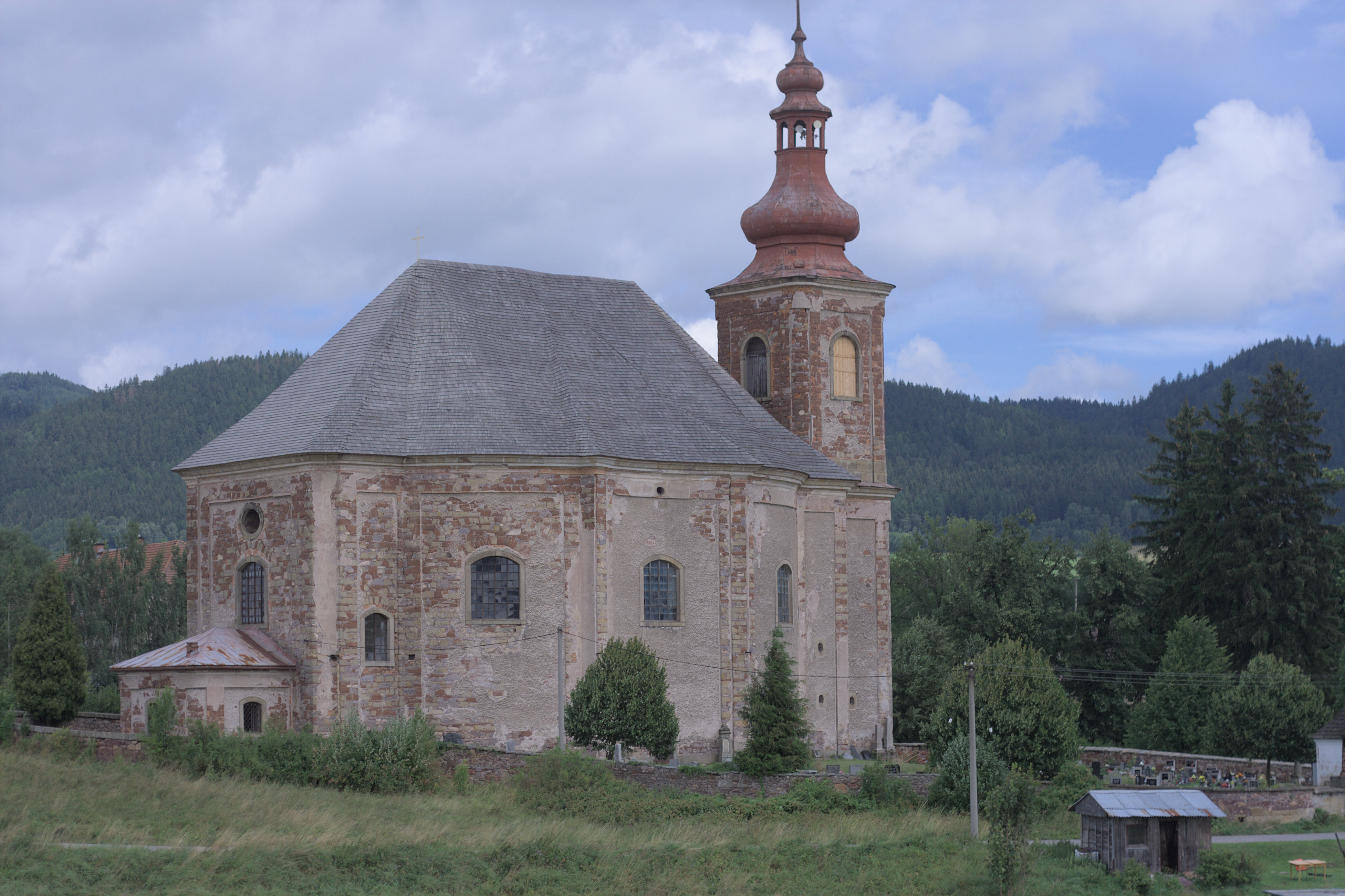